# Накаяма, Тосиво
То́сиво Накая́ма (англ. Tosiwo Nakayama, яп. 中山 利雄; 23 ноября 1931 — 29 марта 2007) — 1-й президент Федеративных Штатов Микронезии. Дважды избирался на пост президента (1979—1987). До избрания президентом занимал ключевые посты в конгрессе страны.

## Биография
Тосиво Накаяма родился 23 ноября 1931 года на атолле Намонуито в составе островов Чуук. Мать — местная (Росаниа Исони), отец — японец (Масами Накаяма).
В период с 1948 по 1949 года обучался в средней школе Трук (англ. Truk Intermediate School; сейчас Чуук), с 1951 по 1953 года — в Центральной школе Тихоокеанских островов (англ. Pacific Islands Central School) на островах Вено. В 1955 году Накаяма получил стипендию, благодаря которой он смог продолжить своё обучение сначала в Университетской высшей школе (англ. University High School), а затем — в Университете Гавайев (англ. University of Hawaii).
В 1958 году, вернувшись на острова Чуук, стал начальником отдела образования для взрослых, а затем — политическими и экономическим советником при окружном администраторе. В июне 1961 года назначен микронезийским советником при делегации США в совете подопечной территории ООН. В 1964 году Накаяма был назначен на должность помощника окружного администратора по связям с общественностью. Также был депутатом окружного законодательного органа Трука, представляя остров Улул, а с 1960 по 1961 года — президентом округа. В 1962 году был избран членом Совета Микронезии, находясь на этом посту до 1963 года. В январе 1965 года Накаяма избран членом палаты делегатов (впоследствии Сената) Конгресса Микронезии, а в 1973 году — стал председателем этого законодательного органа. Накаяма также принимал самое активное участие в политических переговорах 1975 года в Сайпане, которые закончились принятием конституций микронезийских государств и округов, входивших в состав Подопечной территории Тихоокеанские острова. Был членом комиссии по определению будущего политического статуса Микронезии, а также одним из ключевых фигур в длительных переговорах с США, которые завершились подписанием «Договора о свободной ассоциации».
В 1978 году при поддержке Накаямы была ратифицирована Конституция Федеративных Штатов Микронезии, в которую вошли штаты Чуук, Кусаие, Понпеи и Яп. В 1983 году в результате плебисцита эти субъекты федерации одобрили проект «Договора о свободной ассоциации».
В 1979 году Тосиво Накаяма был избран первым президентом Федеративных Штатов Микронезии (инаугурация состоялась 15 мая 1979 года). В течение своего первого президентского срока Накаяма уделял большое внимание проблемам построения государства, его экономического развития и вопросам распределения власти между «центром» и правительствами четырёх штатов. В 1983 году был избран на второй президентский срок, на котором находился до 1987 года.
С октября 1987 по декабрь 2003 года работал вице-президентом по вопросам правительственных дел при Чуукском отделении Банка Гуама, а также был членом Трукского комитета по стипендиям, Трукского консультативного органа, Трукского окружного комитета по вопросам рекреации и Трукского министерства просвещения.
Умер Накаяма 29 марта 2007 года в Кайзеровском госпитале в городе Гонолулу (США).